# ماي شومواي إندرلي
ماي شومواي إندرلي Mae Shumway Enderly (30 أكتوبر 1871 - بعد مايو 1943  ) كانت عازفة هارب وفنانة أمريكية.
قرأت "رباعيات عمر الخيام" وهي ترتدي "الزي الفارسي" على الهارب. 